# Héctor Acevedo
Héctor Eduardo Acevedo García (16 de marzo de 1992, Durango, Durango, México) es un futbolista mexicano que juega como mediocampista y actualmente se encuentra sin equipo.

## Estadísticas

### Clubes
Actualizado al último partido jugado el 20 de octubre de 2019.
| Cruz Azul Hidalgo · México                                                    | 2.ª                 | 2012-13             | 12  | 1  | 5  | 1 | - | - | 17  | 2  | 0,12 |
| Cruz Azul Hidalgo · México                                                    | 2.ª                 | 2013-14             | 15  | 1  | 4  | 0 | - | - | 19  | 1  | 0,05 |
| Cruz Azul Hidalgo · México                                                    | 3.ª                 | 2014-15             | 22  | 4  | -  | - | - | - | 22  | 4  | 0,18 |
| Cruz Azul Hidalgo · México                                                    | 3.ª                 | 2015-16             | 30  | 8  | -  | - | - | - | 30  | 8  | 0,27 |
| Cruz Azul Hidalgo · México                                                    | 3.ª                 | 2016                | 14  | 1  | -  | - | - | - | 14  | 1  | 0,07 |
| Cruz Azul Hidalgo · México                                                    | Total               | Total               | 93  | 15 | 9  | 1 | 0 | 0 | 102 | 16 | 0,16 |
| C. D. Cruz Azul · México                                                      | 1.ª                 | 2012-13             | 0   | 0  | 2  | 0 | - | - | 2   | 0  | 0,00 |
| C. D. Cruz Azul · México                                                      | Total               | Total               | 0   | 0  | 2  | 0 | 0 | 0 | 2   | 0  | 0,00 |
| Alacranes de Durango · México                                                 | 3.ª                 | 2017                | 14  | 1  | -  | - | - | - | 14  | 1  | 0,07 |
| Alacranes de Durango · México                                                 | 3.ª                 | 2017-18             | 33  | 2  | -  | - | - | - | 33  | 2  | 0,06 |
| Alacranes de Durango · México                                                 | Total               | Total               | 47  | 3  | 0  | 0 | 0 | 0 | 47  | 3  | 0,06 |
| Total en su carrera                                                           | Total en su carrera | Total en su carrera | 140 | 18 | 11 | 1 | 0 | 0 | 151 | 19 | 0,13 |
| (1) Incluye datos de Copa México. (3) No incluye goles en partidos amistosos. |                     |                     |     |    |    |   |   |   |     |    |      |